# جو کارنهان
جو کارنهان (انگلیسی: Joe Carnahan؛ زادهٔ ۹ مهٔ ۱۹۶۹) یک کارگردان، تهیه‌کننده و فیلم‌نامه‌نویس اهل ایالات متحده آمریکا است. او برادر ماتیو مایکل کارنهان فیلمنامه‌نویس و لیا کارنهان تهیه‌کننده فیلم است.
کارناهان در میشیگان و کالیفرنیای شمالی بزرگ شد. کارناهان در سال ۱۹۸۷ از دبیرستان فیرفیلد فارغ التحصیل شد و در آنجا فوتبال نیز بازی کرد. او در دانشگاه ایالتی سانفرانسیسکو تحصیل کرد، اما بعداً به دانشگاه ایالتی کالیفرنیا، ساکرامنتو منتقل شد و مدرک لیسانس خود را دریافت کرد. کارناهان در نهایت در بخش تبلیغاتی ساکرامنتو کی‌-مکس تی‌وی استخدام شد و فیلم‌های کوتاه و فیلم‌های تلویزیونی تولید کرد.

## فیلم‌شناسی
- خون، روده، گلوله و اکتان (۱۹۹۸)
- نارک (۲۰۰۲)
- آس‌های دودی (۲۰۰۶)
- تیم آ (۲۰۱۰)
- خاکستری (۲۰۱۱)
- استرچ (۲۰۱۴)
- رتبه رئیس (۲۰۲۰)
- مرکز پلیس (۲۰۲۱)
- شدو فورس (۲۰۲۵)
- بدون امید (۲۰۲۵)
- روحش شاد (آینده)